# Danza tradicional rusa

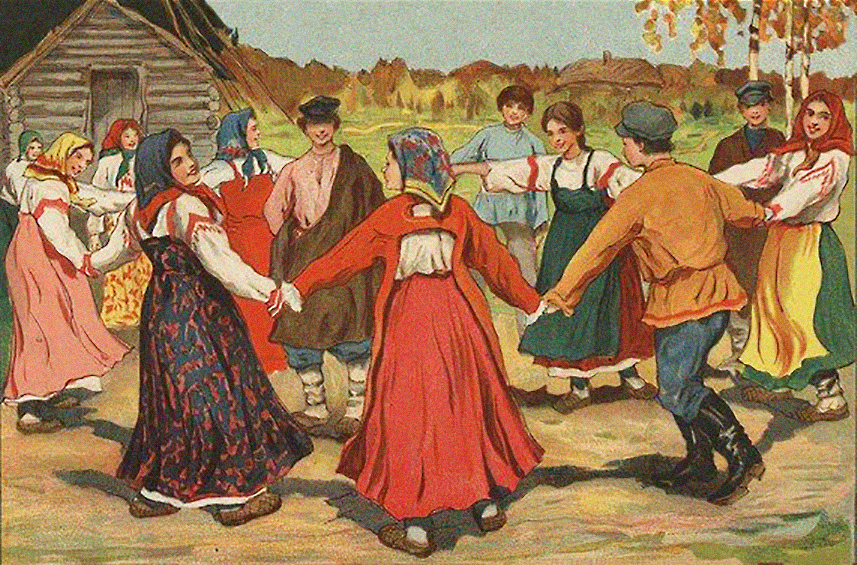
Danza folclórica tradicional del pueblo Jorovod, 1900.

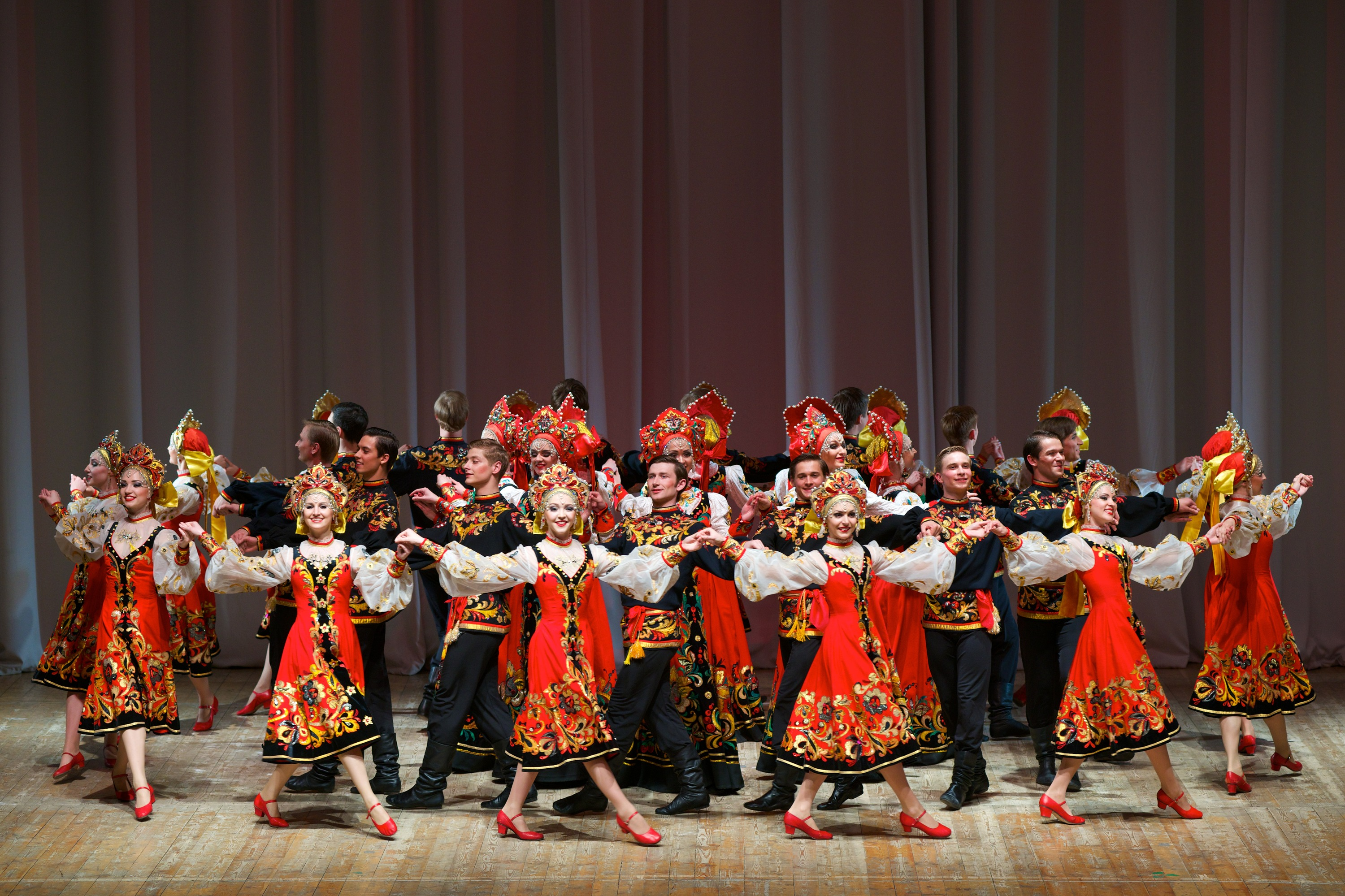
Concierto de danza folclórica rusa realizado por el conjunto de danza Gzhel.

La danza tradicional rusa (en ruso: Русский народный танец) es una parte importante de la cultura rusa. Algunas de las características únicas sugieren que varios elementos fueron desarrollados por los primeros poblados rusos. Las danzas rusas también fueron influenciadas por culturas de Oriente y Occidente .

## Historia

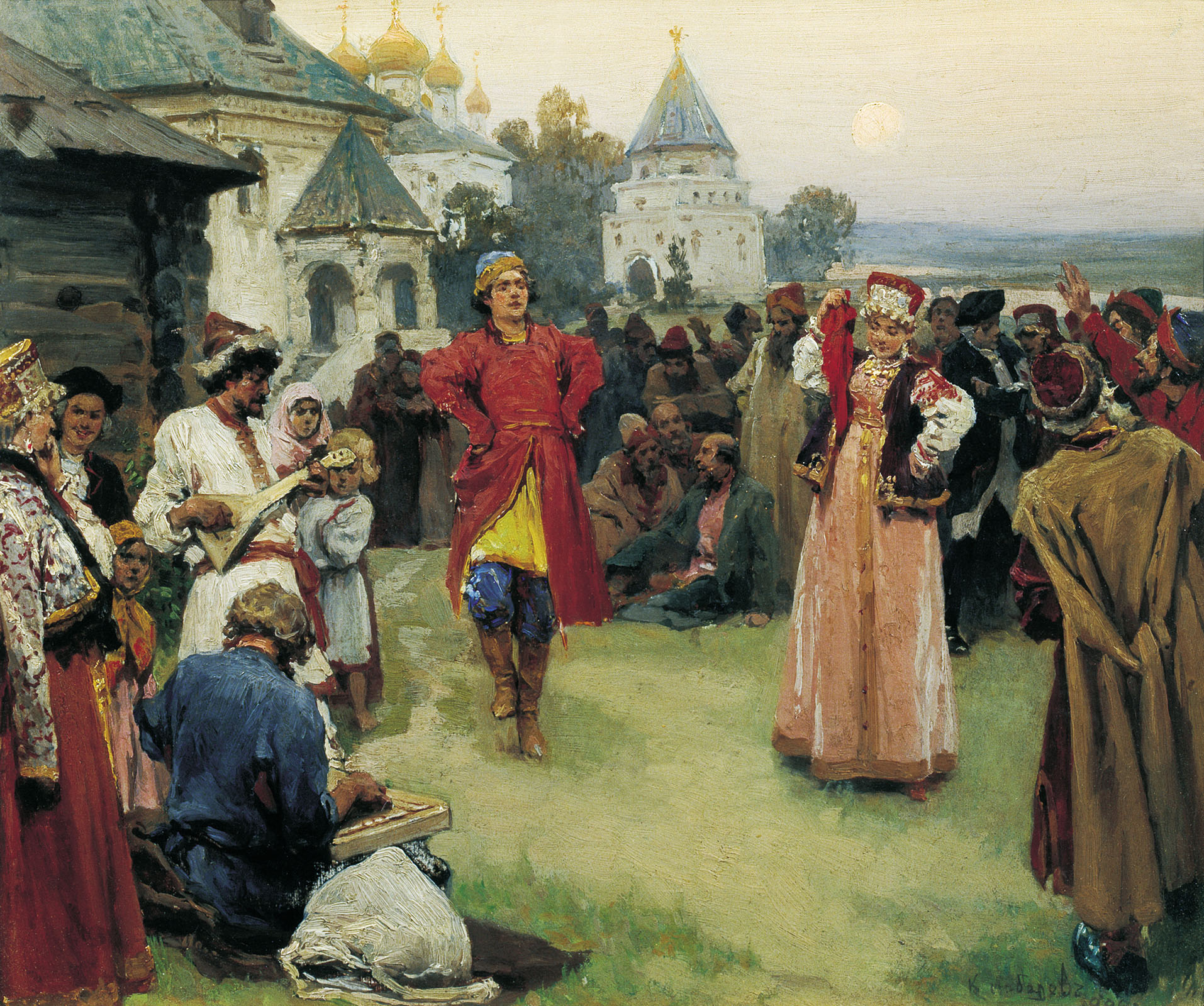
Plyaska ruso con cúpulas bulbosas doradas en segundo plano

Muchas danzas rusas se conocieron a partir del siglo X. Rusia fue testigo de varias invasiones de otros países. Debido a su ubicación y tamaño, el país también entró en contacto con muchas culturas diferentes a través de la migración y el comercio. A su vez, una mezcla cultural euroasiática de música y danza ayudó a desarrollar las danzas folclóricas rusas.
Muchas de estas primeras danzas fueron realizadas y practicadas por las clases bajas. Por lo general, las clases altas observaban a los artistas en lugar de participar en los bailes.

Las tradiciones originales de la danza folclórica rusa continúan desempeñando un papel importante en la cultura del país y han estado en constante interacción con los numerosos grupos étnicos de Rusia. Las danzas folclóricas rusas también están en interrelación con otros tipos de expresiones artísticas. Un ejemplo se puede ver en los ballets rusos, que evocan danzas y música folclóricas rusas en sus piezas.

## Disfraces

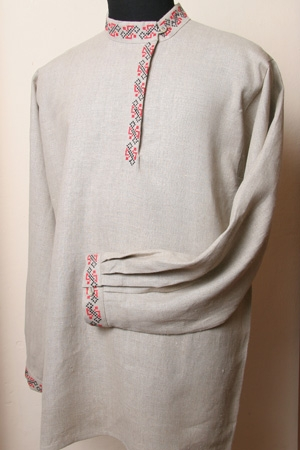
La Kosovorotka es una camisa tradicional rusa estampada con vyshyvanka eslava oriental. Los colores rojo y blanco suelen ser una parte dominante de la ropa popular rusa.

Los disfraces para danza de concierto están diseñados con gran detalle. Por lo general, la ropa para los bailes se basa en eventos específicos, como las vacaciones, y varía dependiendo de los eventos. Las mujeres usan tocados festivos, camisas bordadas, cinturones y delantales ornamentados. Los hombres visten camisa, cinturón, pantalón estrecho y botas altas rojas. El color rojo se incorpora en muchos de los trajes porque está asociado con la belleza en la tradición rusa. En los bailes rusos, las mujeres y las niñas suelen llevar consigo un pañuelo de bolsillo. Las niñas y las mujeres suelen llevar el tradicional tocado ruso kokoshnik durante las actuaciones.

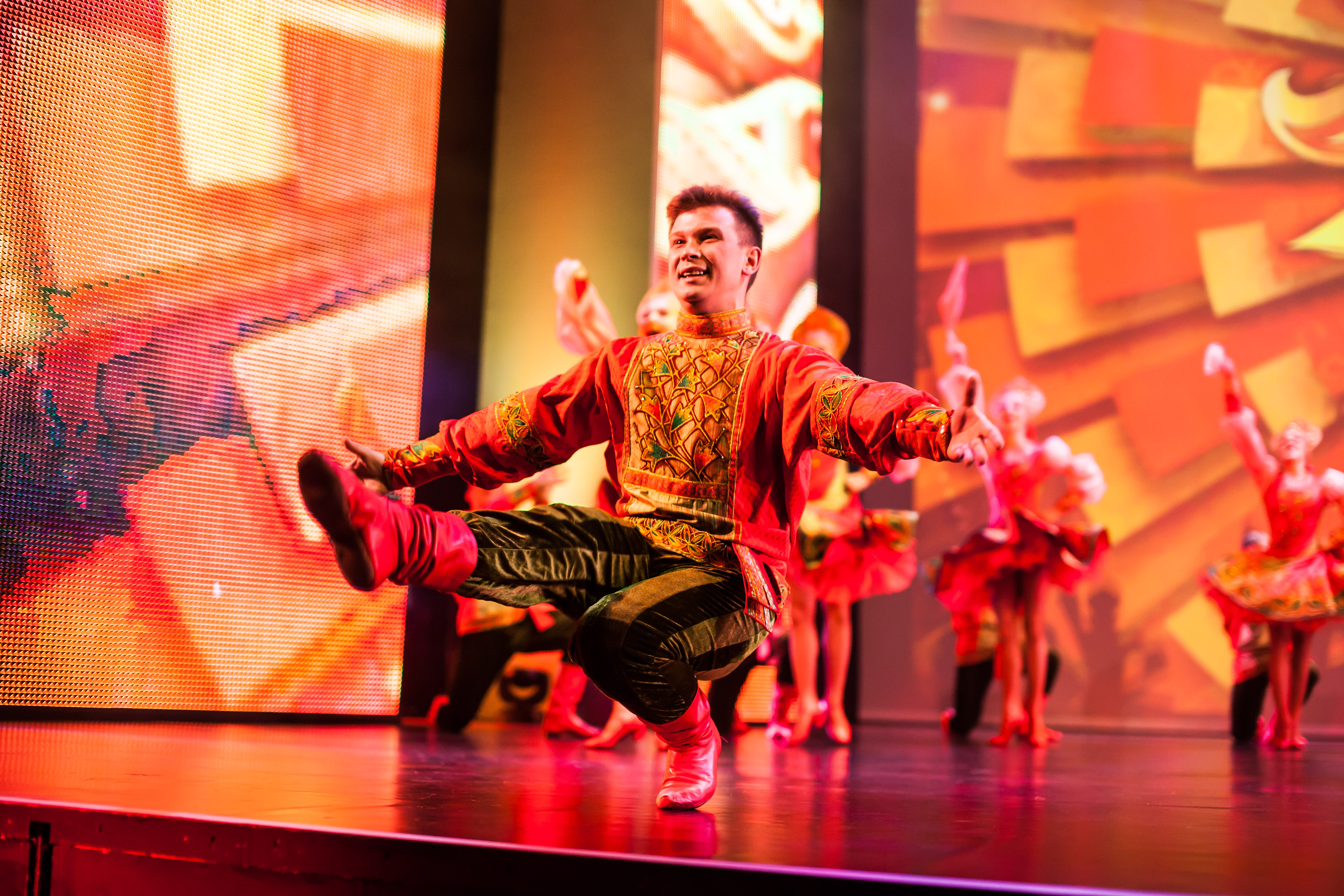
Danza rusa en cuclillas.

## Características
La base de los bailes de danza rusa es la música suave y furiosa.
Probablemente las características más famosas de los bailes masculinos rusos son las de la danza rusa en cuclillas, flexionando rodillas, pisando fuerte y los haciendo saltos. Las características de este tipo de danza suelen utilizar música rápida que cambia de ritmo con el tiempo. Las sentadillas rusas y las flexiones de rodillas suelen ser realizadas por los bailarines. En la danza rusa también es común que los bailarines pisoteen, aplaudan y golpeen la planta, la parte delantera del pie, los muslos, las rodillas y el pecho con las palmas de sus manos, de forma similar al Schuhplattler alemán, pero a un ritmo mucho más rápido.
La danza circular rusa Jorovod tiene sus raíces en las antiguas tradiciones eslavas y existe en formas similares en los Balcanes (Choros en Grecia ), en las culturas de Oriente Medio y en China.

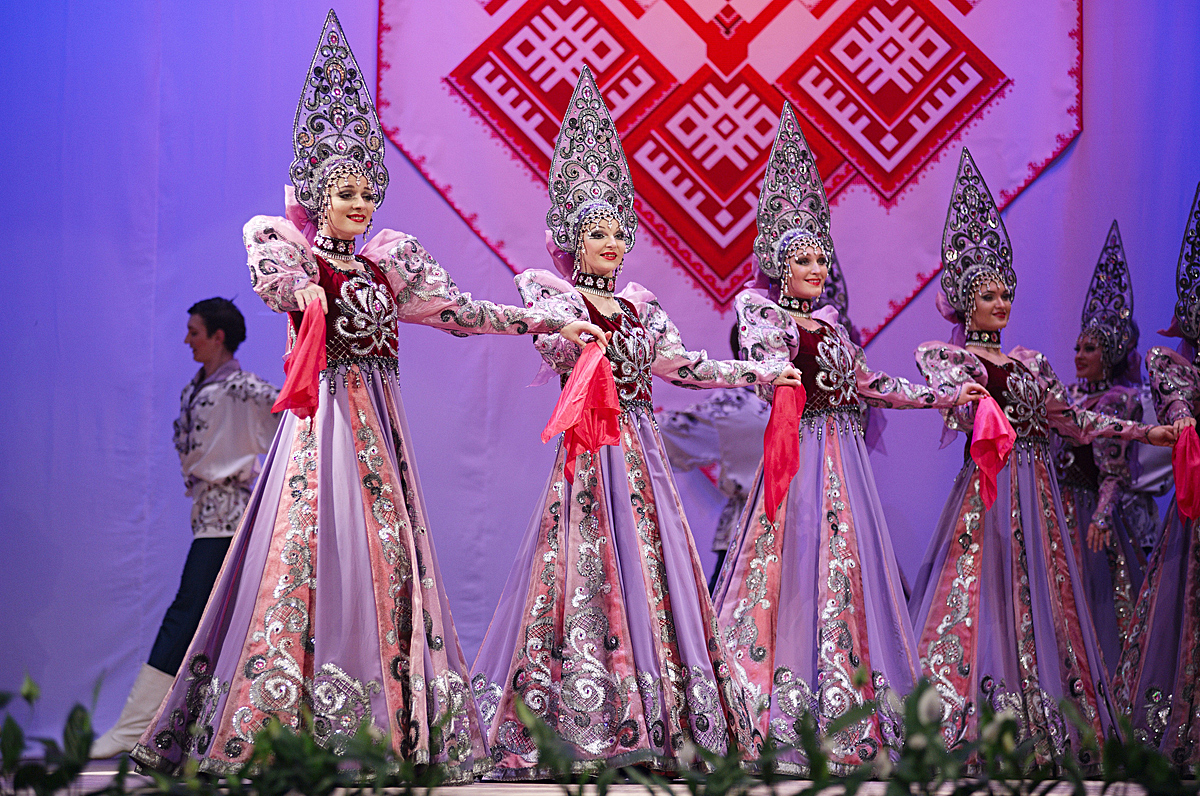
Uno de los espectáculos más grandes con danzas folclóricas de escenario ruso es Gzhel en Moscú.
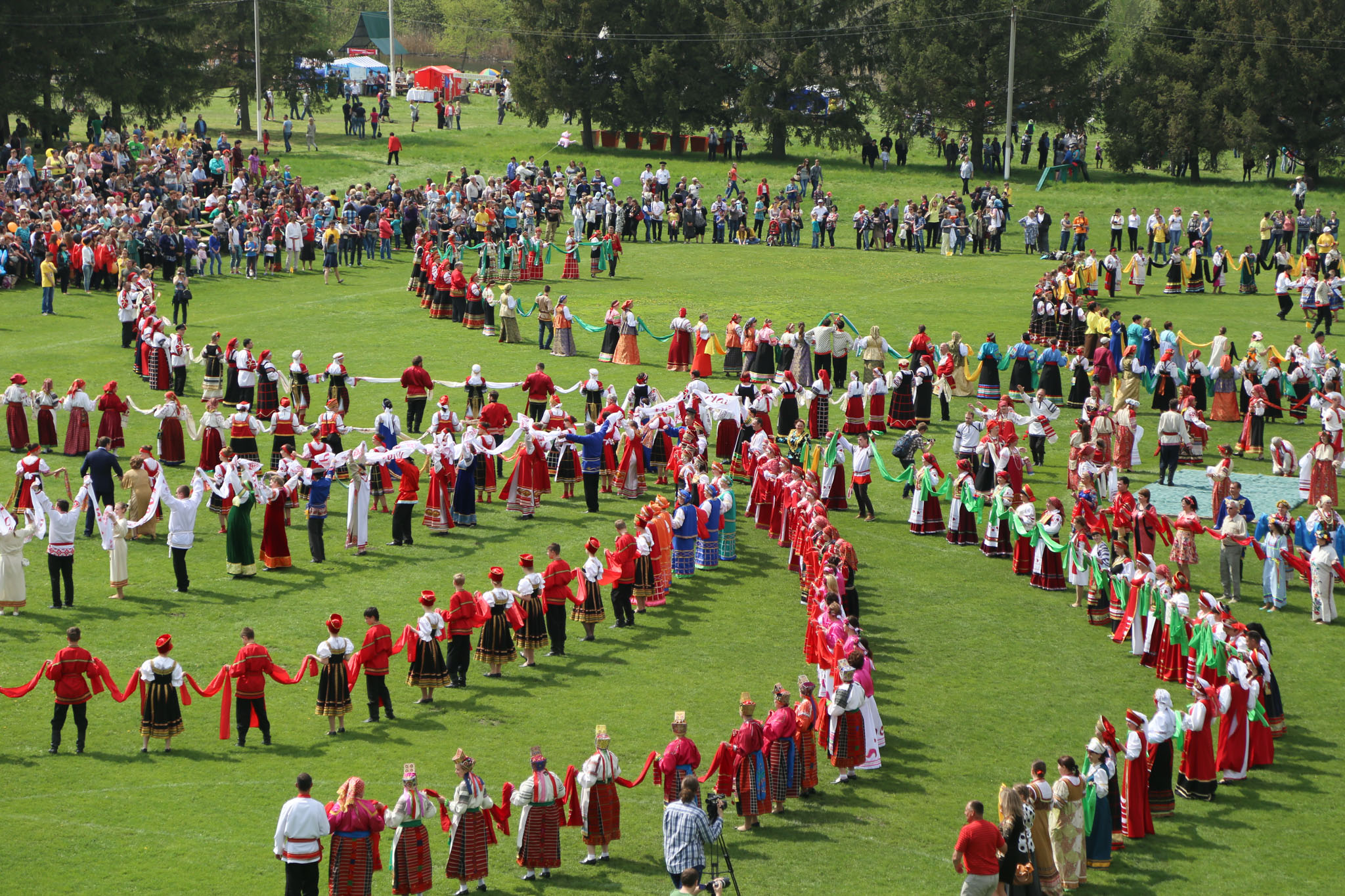
Festival folclórico en la región de Belgorod en mayo de 2015.
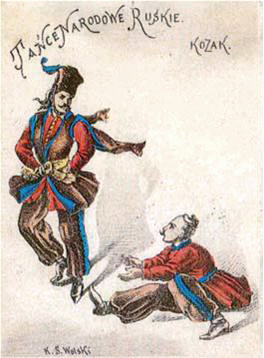
Ilustración «Danzas nacionales rusas: cosaco» (Tańce Narodowe Ruskie Kozak) del pintor polaco Kajetan Saryusz-Wolski de 1901.
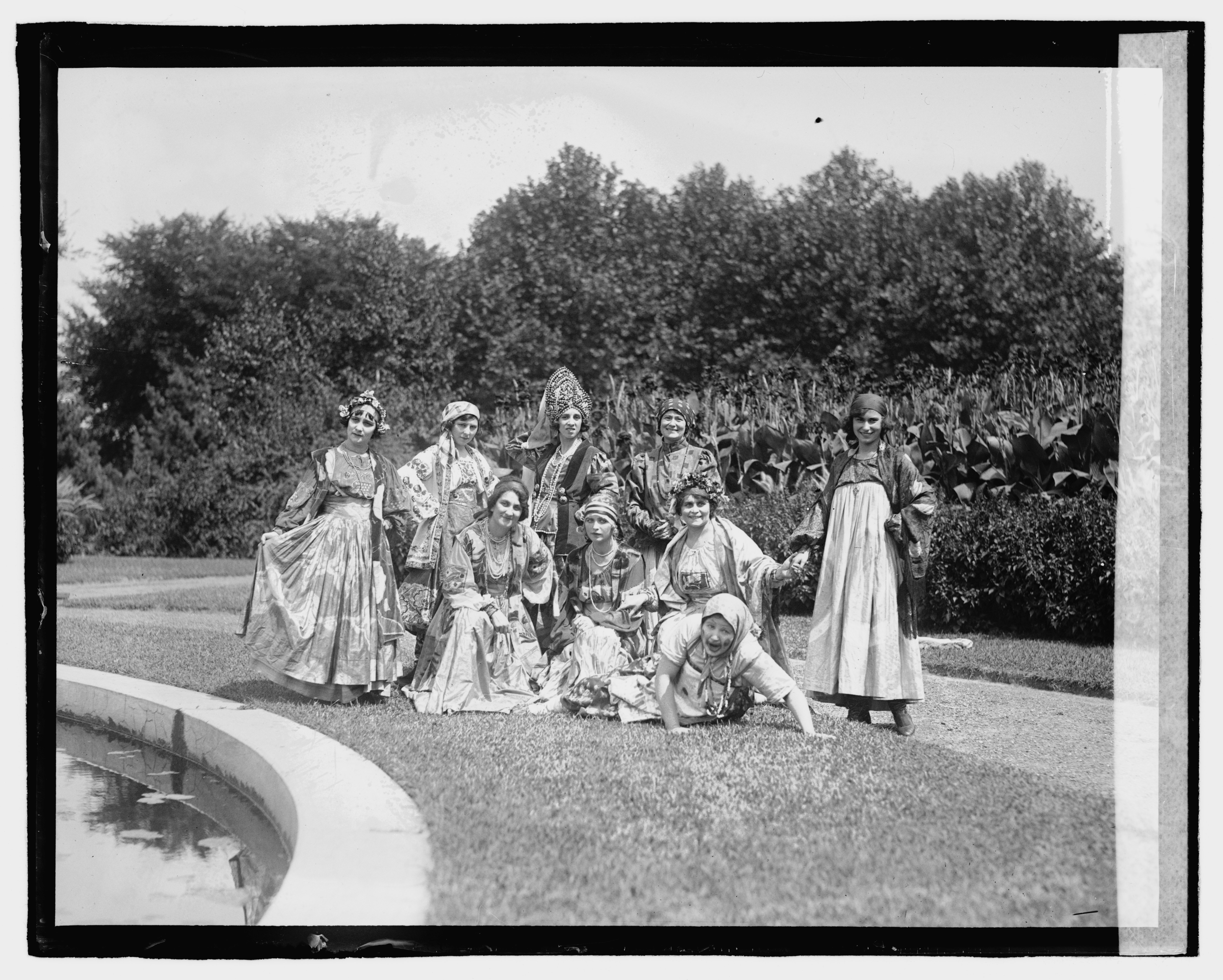
Bailarines rusos, 1922.
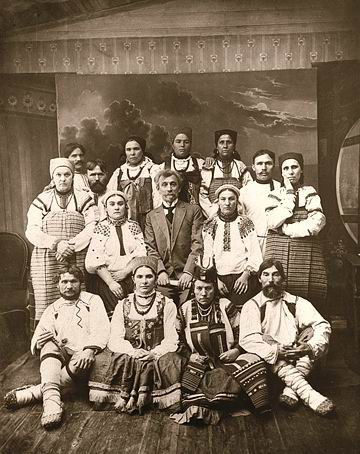
Coro Pyatnitsky en 1900-1910 (Watch style and different elements of Russian folk dance and music from the Pyatnitsky Choir, performed by males and females en YouTube.)

## Bailes rusos
- Hopak
- Kamarinskaya
- Jorovod
- Kozachok
- Danza rusa en cuclillas
- Troica
- Tropak
- Yablochko
- Beryozka